# Савршена плава
Савршена плава (јап. パーフェクトブルー) је јапански анимирани психолошки трилер филм из 1997. године који је режирао Сатоши Кон, а сценарио написао Садајуки Мурај. Заснован је на роману Савршена плава: потпуна метаморфоза (ハ ー フ ェ ク ト ・ フ ー 完全 変 態) Јошиказуа Такеучија.

## Радња
Млада јапанска певачица Мима Кириго, одлучује да иступи из музичке групе "ЧАМ!" и постане глумица. У томе јој се придружују њен дугогодишњи менаџер Руми Хидака и агент Тадокоро. 
Њена прва улога је мања и то у телевизијској детективској емисији. Неки од њених обожавалаца су узнемирени њеном променом личности. Док је била у музичкој групи, људи су је видели као младу, невину и неискусну певачицу, а сада је као глумицу виде у другачијем светлу, много мрачнијем него пре. Она на интернету открива сајт под именом "Мимина соба" и увиђа да је неко константно прати и на сајту дели њене дневне активности и осећања, са којима се она касније поистовећује.
Њен агент Тадокоро успева да јој обезбеди више текста у улози. Међутим, постоји сцена силовања, коју Мими прихвата да изведе, верујући да ће је то учинити још бољом глумицом. Руми негодује, упозорава Мими да ће то променити њену слику у јавности, али Мима прихвата улогу, упркос сопственим сумњама. Иако се у сцени Мима труди најбоље што може, сцена силовања је трауматично. На путу до куће, она види свој одраз обучен у своју одећу коју је носила док је била у бенду. Она жали што је напустила групу и није сигурна да је посао глумице најбољи за њу. Она постаје опседнута сајтом прогонитеља и почиње да пати од психозе, борећи се да разликује прави живот и нестварна виђења.
Неколико људи који су били умешани у такозвано "каљање" Мимине репутације је убијено. Мима проналази доказе због којих јој се чини да је она главни осумњичени за убиства, а због менталне нестабилности сумња у своја сећања и невиност. Успева да заврши снимање филма, чија последња сцена открива да је њен лик убио и преузео идентитет своје вољене сестре због дисоцијативног поремећаја личности (претходно познат као поремећај вишеструке личности) изазваног траумом. Након што је остатак особља за снимање напустио студио, њен прогонитељ покушава да је силује и убије по упутствима које је добио од "праве Миме", а она га у самоодбрани онесвешћује чекићем и бежи.
Руми је пронашла Миму и одвела је код себе кући. Мима убрзо открива да је Руми заправо особа која стоји иза сајта прогонитеља и убистава и да је манипулисала са мушким прогонитељем. Руми је у прошлости развила другу личност која је за себе веровала да је права Мима (Мима у музичкој групи) и покушала је да убије Миму да би заувек сачувала њен нетакнути имиџ. Након јурњаве кроз град, Мима онеспособљава Руми у самоодбрани и спасава јој живот. 
Нешто касније, Мима постаје позната глумица након успеха у филму, а Руми је послата у психијатријску болницу, где јој је и даље доминантна личност Мима. Филм се завршава тако што је Мима посетила Руми у болници, ушла у своја кола, погледала у ретровизор и рекла: "Не, ја сам права ствар", и одвезла.

## Теме и анализе
Сузан Непијер користи своје искуство за анализу филма, наводећи да филм најављује своју заокупљеност перцепцијом, идентитетом, воајеризмом и перформансом, посебно у односу на жену, одмах од свог почетка. Перцепцији се не може веровати, визуелно постављено не мора да буде стварност, посебно јер психодрама напредује ка врхунцу".
Филм се често пореди са радом Алфреда Хичкока, а Непијер тврди да се та повезаност руши онда када се убију Мимини мушки контролори. Отаку је филм описао као "критику потрошачког друштва савременог Јапана".

## Улоге
| Улога        | Јапански глас   | Енглески глас |
| ------------ | --------------- | ------------- |
| Мима Кириго  | Џунко Ивао      | Руби Марлоу   |
| Руми         | Рика Мацумото   | Венди Ли      |
| Тадакоро     | Шинпачи Цуџи    | –             |
| Мамору Учида | Масаки Окура    | Боб Маркс     |
| Теџима       | Јосуке Акимото  | –             |
| Такао Шибуја | Јоку Шиоја      | –             |
| Сакураги     | Хидејуки Хори   | Спарки Тортон |
| Ери Очаји    | Еми Шинихара    | –             |
| Мурано       | Масаши Ебара    | –             |
| Директор     | Кијојуки Јанада | –             |
| Јада         | Тору Фурусава   | –             |
| Јукико       | Емико Фурукава  | –             |
| Реј          | Шихо Нијама     | –             |
| Тадаши Дој   | Акио Сујама     | –             |
| Менаџер Чама | –               | –             |

## Наслеђе
Мадона је користила клипове из филма за ремикс њене песме "What It Feels Like for a Girl" за њену светску турнеју 2001. године.
Амерички режисер Дарен Аронофски је признао да постоје сличности између његовог филма Црни Лабуд (2010) и Савршене плаве, али да није био инспирисан овим филмом. Његов ранији филм, Реквијем за снове (2000) је имао римејк сцене из Савршене плаве.